# コペルニクス (アルバム)
『コペルニクス』は、秦基博の6枚目のアルバム。

## 解説
- 秦基博のオリジナルアルバムとしては、5thアルバム「青の光景」から約4年ぶりのリリース。
- 20thシングル「スミレ」、21stシングル「70億のピース/終わりのない空」、22ndシングル「Girl」は収録されていない。
- 本作をひっさげて、アルバムツアーとしては4年ぶりとなる「HATA MOTOHIRO CONCERT TOUR 2020 -コペルニクス-」を開催予定だったが新型コロナウィルス感染症拡大の影響により、全公演中止となった。代替え措置として無観客配信ライブを行った。

## 収録曲
| 全作詞・作曲: 秦基博。 |                           |        |            |      |
| #                      | タイトル                  | 作詞   | 作曲・編曲 | 時間 |
| 1.                     | 「天動説 (instrumental)」 | 秦基博 | 秦基博     | 1:10 |
| 2.                     | 「LOVE LETTER」           | 秦基博 | 秦基博     | 5:03 |
| 3.                     | 「Raspberry Lover」       | 秦基博 | 秦基博     | 3:42 |
| 4.                     | 「Lost」                  | 秦基博 | 秦基博     | 5:06 |
| 5.                     | 「アース・コレクション」  | 秦基博 | 秦基博     | 3:26 |
| 6.                     | 「Joan」                  | 秦基博 | 秦基博     | 3:03 |
| 7.                     | 「在る」                  | 秦基博 | 秦基博     | 5:21 |
| 8.                     | 「地動説 (instrumental)」 | 秦基博 | 秦基博     | 2:04 |
| 9.                     | 「9inch Space Ship」      | 秦基博 | 秦基博     | 4:40 |
| 10.                    | 「仰げば青空」            | 秦基博 | 秦基博     | 4:25 |
| 11.                    | 「漂流」                  | 秦基博 | 秦基博     | 5:29 |
| 12.                    | 「花」                    | 秦基博 | 秦基博     | 4:45 |
| 13.                    | 「Rainsongs」             | 秦基博 | 秦基博     | 5:18 |
| 合計時間:              | 合計時間:                 | 53:32  |            |      |

### 曲解説
1. 天動説 (instrumental)
2. LOVE LETTER
3. Raspberry Lover
4. Lost
5. アース・コレクション
6. Joan
  - 花王「クイックル Joan」CMソング
7. 在る
  - 映画「ステップ」主題歌
8. 地動説 (instrumental)
9. 9inch Space Ship
10. 仰げば青空
  - Softbank「卒業編」CMソング
11. 漂流
12. 花
  - Panasonic「一人ひとりの物語篇」CMイメージソング
13. Rainsongs

## 演奏
- 秦基博
  - Vocal,Chorus（#2-7.9-13）
  - Acoustic Guitar
  - Harmonica（#5）
  - Other Instruments（#12）
- トオミヨウ
  - Acoustic Piano（#1.2.3.4.8.9.10.13）
  - Other Instruments（#1-5.8.9.10.11.13）
  - Wurlitzer（#5.11）
  - Accordion（#6）
  - Chorus（#13）
- 室屋光一郎ストリングス：Strings（#1.3.5.7.8.9.10）
- 玉田豊夢：Drums（#3.11）
- 鈴木正人：Bass（#3.7.11）
- 朝倉真司
  - Percussions（#4.6）
  - Drums,Tambourine,Chorus（#13）
- 鹿島達也：Bass（#5）
- 伊藤大地：Drums（#7）
- 河村吉宏：Drums（#9）
- 須藤優 (ARDBECK)：Bass（#10）
- 石成正人：Gut Guitar（#11）
- 皆川真人：Bass,Organ,Acoustic Piano,Synthesizer（#12）
- 堀沢真己：Cello（#12）
- 山口寛雄：Bass,Chorus（#13）

## 初回限定盤特典内容
- スリーブケース仕様
- 映像特典［DVD］
「日南市合併10周年記念 “HATA EXPO” in 飫肥城下町」（2019.10.20）
・グッバイ・アイザック
・フォーエバーソング
・花咲きポプラ
・仰げば青空
・Raspberry Lover
・シンクロ
・スミレ
・鱗（うろこ）
・ひまわりの約束　with 森山直太朗・レキシ
Music Video
・Raspberry Lover (Music Video)
・仰げば青空 (Music Video)
・花 (Music Video)

## Home Ground限定盤特典内容
- 豪華BOX仕様
- 「コペルニクス」ビジュアルフォトブック（秦基博による全曲セルフライナーノーツ付）
- 映像特典［Blu-ray / DVD］
＜Disc1＞
「日南市合併10周年記念 “HATA EXPO” in 飫肥城下町」（2019.10.20）
・グッバイ・アイザック
・フォーエバーソング
・花咲きポプラ
・仰げば青空
・Raspberry Lover
・シンクロ
・スミレ
・鱗（うろこ）
・ひまわりの約束　with 森山直太朗・レキシ
「日南市合併10周年記念 “HATA EXPO” in 飫肥城下町」（2019.10.20）-Live Documentary-

＜Disc2＞
 Music Video
・Raspberry Lover (Music Video)
・仰げば青空 (Music Video)
・花 (Music Video)
For Home Ground Special Movie
・Raspberry Lover (Making of Music Video)
・「秦 基博のラジオはじめたんですけど・・・（仮）」〜「コペルニクス」特別編〜